# Stoomluciferfabriek De Eem
De voormalige stoomluciferfabriek De Eem was een fabriek aan de rivier de Eem, net buiten het centrum van Amersfoort.
De fabriek werd in 1881 gebouwd, in 1883 in gebruik genomen en vierenhalf jaar later alweer buiten gebruik genomen. Uiteindelijk heeft de fabriek maar iets meer dan vierenhalf jaar gewerkt. Daarna werd in het fabriekscomplex een kleurstoffenfabriek gehuisvest, die onder verschillende namen heeft geopereerd, maar laatstelijk onder de naam Warner-Jenkinson, tot 2001. Sinds die tijd vinden in het complex geen industriële activiteiten plaats. Het complex vormt wel het oudste nog bestaande fabriekscomplex van Amersfoort. Tegenwoordig is er een collectief aan de slag, dat werkt onder de naam De WAR, en dat creatieve initiatieven ontplooit op het raakvlak van cultuur, wetenschap, techniek en duurzaamheid.

## Oprichting

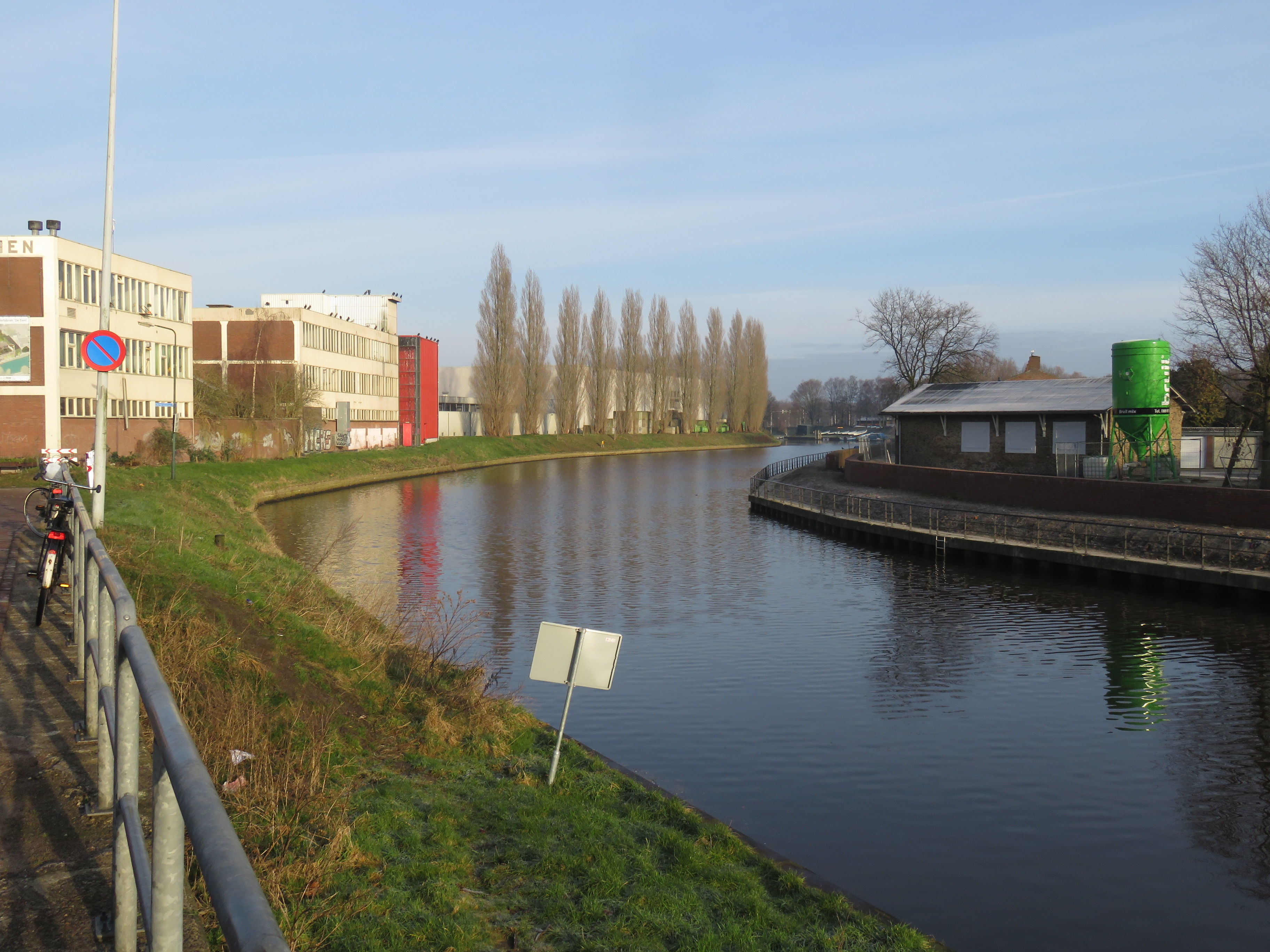
Locatie waar de fabriek langs de Eem was gevestigd (links op de foto)

Langs de Eem, in de directe nabijheid van de Koppelpoort, ontwikkelde zich sinds de zeventiende eeuw  bedrijvigheid: handels-, opslag- en overslag-activiteiten, en koren-, houtzaag- en oliemolens. In de negentiende eeuw, nadat Amersfoort was aangesloten op het landelijke spoorwegnet, en het eerste station van de Nederlandsche Centraal-Spoorweg-Maatschappij aan het Smallepad werd geopend, vestigden zich allerlei bedrijven, zoals een linnenweverij, een stoomhoutzagerij en een grote bierbrouwerij (later de Phoenix brouwerij) in het gebied dat later zou worden aangeduid als het Eemkwartier.
In 1881 kochten Jan Barend Beuker en Adriaan van der Valk een terrein aan de linkeroever van de Eem, wat verder naar het noordwesten gelegen. Dat terrein zou later Kleine Koppel 39 gaan heten (en heet thans Geldersestraat 6). Ze kochten het van de logementhouder Albertus Schimmel voor fl. 210,-.
Jan Barend Beuker (jr.) was een telg uit de familie Beuker, suikerfabrikanten te Amsterdam. Hij werd geboren in 1859.
Beuker en van der Valk vestigden aan de Eem een stoomluciferfabriek. De fabriek werd ontworpen door G.B. Salm, die eerder de Amersfoortsche Beijersch-Bierbrouwerij (de latere Phoenix-brouwerij) had getekend. De luciferfabriek was de eerste chemische industrie in Amersfoort, en de fabriek werd 'ver van de bewoning' gebouwd, vanwege het brandgevaar.
Salm ontwierp een complex in de stijl van de neorenaissance. Langs de rivier werd een lange muur geplaatst. Lilnks bevond zich de toegangspoort. Direct achter de muur, rechts van de poort, werd een klein gebouwtje geplaatst. Dat ging dienstdoen als laboratorium. Links van de poort, aan de kant van de Geldersestraat, lag het kantoor. Dat deed aanvankelijk ook dienst als bedrijfswoning. Aan de achterzijde was het kantoor door middel van een muurtje verbonden met een korte vleugel. Die was twee bouwlagen hoog en evenwijdig aan de Geldersestraat gelegen. Haaks hierop, aan de achterzijde van het fabrieksterrein, lag de eigenlijke fabriek: een langgerekte hoofdmassa van één bouwlaag. Aan de achterzijde van het complex werd de fabrieksschoorsteen geplaatst, zoveel mogelijk in de zichtlijn van de Kleine Koppel.
In 1883 trad de fabriek in werking. Het beschikte over een stoomketel van 25 pk en twee stoommachines van 15 pk en 3 pk. Vooral de houtbewerking was gemechaniseerd.
Het is niet precies duidelijk wie verantwoordelijk was voor de ontwikkeling van het fabricageproces, maar waarschijnlijk werd gebruikgemaakt van een Zweedse methode voor het maken van lucifers. Een lid van de familie Beuker is mogelijk in contact gekomen met Wm. H. Schwiecker, een Hamburgse handelaar, die tevens agent was voor een Zweedse luciferfabriek, en die naar een tweede leverancier op zoek was.  Omdat in Nederland geen patentbescherming heerste, was het eenvoudig daar zo'n fabriek op te zetten.

## Miljoenen luciferdoosjes per jaar
Volgens het verslag van de Kamer van Koophandel uit 1883 werkten in de stoomluciferfabriek tachtig arbeiders. Die maakten per week 50.000 doosjes lucifers. Dat is 2,5 miljoen doosjes en 125 miljoen lucifers per jaar. Er kan sprake zijn van enige overdrijving. Ook in andere uitingen van het bedrijf zien we dit terug. Bijvoorbeeld in de afbeelding van de fabriek op etiketten: een reusachtig fabriekscomplex met verschillende schoorstenen. De wereldproductie van lucifers bedroeg in 1880 200 miljoen doosjes.

## Korte levensduur
Aanvankelijk was de stoomluciferfabriek De Eem succesvol. In 1886 werd de fabriek uitgebreid. Een deel van de gebouwen werd verhoogd met een tweede etage.
Maar al snel deden zich problemen voor. Van der Valk verliet het bedrijf in 1886. Hij werd opgevolgd door dr. C.J. van Doorn uit Amsterdam.
Al in december 1887 werd de productie beëindigd. Het bedrijf fuseerde met andere luciferfabrieken in Apeldoorn, Deventer en Eindhoven en ging verder onder de naam NV Verenigde Nederlandse Lucifersfabrieken Eindhoven (VNLF), die het merk “De Molen” voerde.